# 10432 Уллішварц
10432 Уллішварц (10432 Ullischwarz) — астероїд головного поясу, відкритий 24 вересня 1960 року.
Тіссеранів параметр щодо Юпітера — 3,626.